# Халха-монголи
Ха́лха (монг. Qalq-a, Khalkha, Халх, МФА: [χɑɬχ]; спрощ.: 喀尔喀; кит. трад.: 喀爾喀; піньїнь: Kāĕrkā) — одне з монгольських племен раннього нового часу. Найбільша етнічна група Монголії. Частина представників проживає в автономному районі Внутрішня Монголія, КНР.